# Coecobrya
Genre
Coecobrya est un genre de collemboles de la famille des Entomobryidae.

## Liste des espèces
Selon Checklist of the Collembola of the World (version du 11 septembre 2019) :
- Coecobrya aitorererere Bernard, Soto-Adames & Wynne, 2015
- Coecobrya akiyoshiana (Yosii, 1955)
- Coecobrya anaguilae Cipola & Bellini, 2016
- Coecobrya annulata Zhang, Bedos & Deharveng, 2016
- Coecobrya aokii (Yoshii, 1995)
- Coecobrya arcuata (Yosii, 1955)
- Coecobrya boneti (Denis, 1948)
- Coecobrya borerae (Christiansen & Bellinger, 1992)
- Coecobrya brevis Xu, Yu & Zhang, 2012
- Coecobrya caeca (Schött, 1896)
- Coecobrya caledonica Unknown, YYYY
- Coecobrya cavicta Nilsai & Zhang, 2017
- Coecobrya chumphonensis Zhang & Nilsai, 2017
- Coecobrya ciliata Zhang, Bedos & Deharveng, 2016
- Coecobrya communis (Chen & Christiansen, 1997)
- Coecobrya donyoa Zhang & Jantarit, 2018
- Coecobrya draconis Zhang & Dong, 2014
- Coecobrya dubiosa (Yosii, 1956)
- Coecobrya edenticulata (Handschin, 1926)
- Coecobrya gejianbangi Zhang, Bedos & Deharveng, 2016
- Coecobrya guanophila Deharveng, 1990
- Coecobrya hoefti (Schäffer, 1896)
- Coecobrya huangi (Chen & Christiansen, 1997)
- Coecobrya indonesiensis (Chen & Deharveng, 1997)
- Coecobrya ishikawai Yosii, 1955
- Coecobrya islandica Shi & Pan, 2015
- Coecobrya kennethi Jordana & Baquero, 2008
- Coecobrya khaopaela Zhang & Jantarit, 2018
- Coecobrya khromwanaramica Zhang, 2018
- Coecobrya kukae (Christiansen & Bellinger, 1992)
- Coecobrya lanna Zhang, Deharveng & Chen, 2009
- Coecobrya liui (Wang, Chen & Christiansen, 2002)
- Coecobrya lua (Christiansen & Bellinger, 1992)
- Coecobrya magyari (Chen, Wang & Christiansen, 2002)
- Coecobrya maritima (Park, 2004)
- Coecobrya montana (Imms, 1912)
- Coecobrya mulunensis Zhang, Qu & Deharveng, 2010
- Coecobrya neocaledonica Zhang, Bedos & Deharveng, 2014
- Coecobrya nupa (Christiansen & Bellinger, 1992)
- Coecobrya oculata Zhang, Bedos & Deharveng, 2016
- Coecobrya oligoseta (Chen & Christiansen, 1997)
- Coecobrya pani Xu, Yu & Zhang, 2012
- Coecobrya papuana (Yosii, 1971)
- Coecobrya phanthuratensis Zhang & Jantarit, 2018
- Coecobrya polychaeta Zhang F et Nilsai, 2017
- Coecobrya promdami Zhang & Jantarit, 2018
- Coecobrya qinae Xu & Zhang, 2015
- Coecobrya qinorum Zhang & Dong, 2014
- Coecobrya ranongica Nilsai & Zhang, 2018
- Coecobrya sanmingensis Xu & Zhang, 2015
- Coecobrya similis Deharveng, 1990
- Coecobrya sirindhornae Jantarit, Satasook & Deharveng, 2019
- Coecobrya specusincola Zhang & Nilsai, 2018
- Coecobrya spinidentata (Yosii, 1942)
- Coecobrya submontana (Stach, 1960)
- Coecobrya tenebricosa (Folsom, 1902)
- Coecobrya tetrophthalma (Denis, 1948)
- Coecobrya tibetensis (Chen & Christiansen, 1997)
- Coecobrya tibiotarsalis (Yosii, 1964)
- Coecobrya tropicalis Qu, Chen & Greenslade, 2007
- Coecobrya tukmeas Zhang, Deharveng & Chen, 2009
- Coecobrya xui Zhang & Dong, 2014

## Publication originale
- Yosii, 1956 : Hohlencollembolen Japans II. Japanese Journal of Zoology, vol. 11, no 5, p. 609-627.